# 陆嘉淑
陸嘉淑（1620年—1689年），字子柔，号冰修，又号射山，晚号辛斋，浙江海寧人，清朝作家。

## 生平
神宗萬曆四十八年庚申（1620年）出生。明朝诸生。能詩文，又工书画。康熙十八年举荐博学宏词科，力辞不就。书法与陈奕禧齐名。藏書萬卷，惜毀於大火。康熙二十七年，陸嘉淑患病，查慎行護送他回鄉，隔年（1689年）病逝。著有《问豫堂文钞》12卷、《射山诗钞》、《诗雅》6卷等。

## 家族
父陆钰。
與弟陸宏定皆有文名，時人稱“二陸”。
女婿查慎行。